# Politieacademie

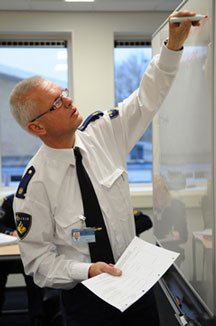
Klassikaal onderwijs aan de Politieacademie

De Politieacademie is het onderwijs-, kennis- en onderzoeksinstituut voor de politie in Nederland, verspreid over het hele land.

## Politieacademie
De Nederlandse Politieacademie was een organisatieonderdeel van het Landelijk Selectie en Opleidingsinstituut Politie (LSOP). In 2004 heeft het LSOP haar naam in Politieacademie gewijzigd. In 2017 is de Politieacademie onderdeel geworden van de Nationale Politie. De Politieacademie is het onderwijs-, kennis- en onderzoeksinstituut voor de Nederlandse politie.
De concernlocatie van de Politieacademie is gevestigd in Apeldoorn in een voormalig kleinseminarie aan de Arnhemseweg. Het gebouw is een rijksmonument, ontworpen in 1935 door Jan van Hardeveld. In de periode 2005 tot 2010 is het gerenoveerd, verbouwd en uitgebreid naar ontwerp van Atelier PRO. Het gebouw werd op 6 september 2010 door koningin Beatrix officieel heropend. Buiten Apeldoorn zijn er locaties in Amsterdam, Den Haag, Drachten, Eindhoven, Lelystad (Centrum voor Handhaving en Mobiliteit), Leusden, Ossendrecht, Rotterdam en Warnsveld.
De Politieacademie kent de volgende organisatieonderdelen:
- staf Politieacademie
- basis politieonderwijs
- vakspecialistisch politieonderwijs
- kennis & onderzoek

De Politieacademie neemt de vragen van de samenleving en de eenheden als basis voor het ontwerpen en actueel houden van politieopleidingen. Daarnaast initieert en stimuleert de Politieacademie kennisontwikkeling: de ontwikkeling van het politievak en het direct toepassen van kennis op de werkplek.

## Politieonderwijs
De opleidingen binnen het politieonderwijs zijn op mbo- en hbo-niveau. In het onderwijs staan de problemen waarmee een politiemedewerker in de beroepspraktijk te maken krijgt centraal. De studenten leren duaal, dat betekent dat studenten afwisselend les volgen op de Politieacademie en in de praktijk leren in het politiekorps. Vanaf januari 2012 zijn de duaalperiodes veranderd.

### De verschillende opleidingen tot politiefunctionaris
De politieacademie biedt meerdere opleiding aan tot politiefunctionaris. Deze bestaan uit:

#### Politieopleiding tot surveillant
Deze opleiding wordt op dit moment niet meer aangeboden. Het is niet mogelijk om tot beroepssurveillant te worden opgeleid binnen de politie.

#### Politieopleiding tot agent
Op 1 februari 2021 is de politieacademie begonnen aan nieuw onderwijs genaamd PO21. Dit betreft de huidige MBO niveau 4 opleiding. De studenten brengen hun eerste studiejaar voornamelijk door aan de Politieacademie. Studenten volgen een online en offline onderwijsprogramma. Klassikale lessen en trainingen worden afgewisseld met e-learning, webinars en online video's .In het tweede jaar zijn de studenten vooral aanwezig in de politie-eenheden. Ook zijn er meerdere Leer- en Ontwikkelplekken (LOP) in de politie-eenheden ingericht. Op het LOP worden de studenten optimaal begeleid. Ze krijgen er de gelegenheid om de politiepraktijk van dichtbij te ervaren en tegelijkertijd beschermt de LOP hen tegen de dagelijkse hectiek.
Het vernieuwde Basis Politieonderwijs PO21 is gebaseerd op een aantal leidende principes. Voorop staat dat goed politiewerk het uitgangspunt vormt. Daarbij organiseren de studenten hun eigen leerproces. De docenten en begeleiders hebben vooral een ondersteunende en motiverende rol. Verder leren en werken de studenten in teams van acht per basisteam en krijgen ze doorlopend goede begeleiding. School en praktijk vloeien zo meer in elkaar over.
In de opleiding gaan leren en werken hand in hand. Het eerste studiejaar starten studenten op school, met een oriëntatie op het politievak. Daarbij lopen ze af en toe een dag mee in de praktijk. Ze leren in een kleine groep van 8 studenten de basisvaardigheden die voor het politievak belangrijk zijn. Na negen maanden loopt de student een praktijkstage van 3 maanden, gecombineerd met enkele dagen op school.
In het tweede jaar van de studie lopen studenten grotendeels in de praktijk, dat wil zeggen in de eigen eenheid, mee. Naast het lerend werken in de praktijk volgt de student met zijn eigen leergroep lessen in de eenheid. Docenten komen daarvoor naar de eenheid toe.

#### Politieopleiding tot hoofdagent
Deze opleiding wordt op dit moment niet meer aangeboden. Nadat een agent 3 jaar goed functioneert wordt deze bevorderd tot hoofdagent van politie.

#### Politieopleiding tot politiekundige
- politiekundige: 9 maanden school, daarna afwisselend onderwijs aan de politieacademie en praktijkstages in de eenheid

### Basis politieonderwijs
Na indiensttreding bij een eenheid volgt elke nieuwe politiemedewerker een basisopleiding (initieel onderwijs) bij de Politieacademie. De student kan op vijf niveaus instromen. In de initiële opleiding verwerft de student alle noodzakelijke basiscompetenties die nodig zijn om als beroepsbeoefenaar aan de slag te gaan. Het voordeel voor de eenheden is dat de studenten direct bevoegd en inzetbaar zijn voor bepaalde taken.
De initiële opleidingen duren, afhankelijk van de opleiding, een tot vier jaar. Het initiële onderwijs van de Politieacademie bestaat uit de volgende opleidingen:
- vrijwillige ambtenaar van politie (mbo-niveau 2)
- assistent politiemedewerker (mbo-niveau 2)
- politiemedewerker (mbo-niveau 3)
- allround politiemedewerker (mbo-niveau 4)
- politiekundige bachelor (hbo-niveau)
- politiekundige master (master-niveau)

### Vakspecialistisch politieonderwijs
Na een aantal jaren werkervaring kunnen politiemensen zich verder ontwikkelen. Naast het werk volgen zij dan in deeltijd een opleiding bij de Politieacademie en studeren zij in eigen tijd. Het organisatieonderdeel Onderwijs van de Politieacademie is onderverdeeld in:
- politieleiderschap
- gebiedsgebonden politie
- beroepsvaardigheden
- conflict- en crisisbeheersing
- bewaken, beveiligen en interventies
- intelligence
- generieke opsporing
- thematische opsporing
- specialistische opsporingsondersteuning

## Kennis en onderzoek
Naast onderwijsinstituut is de Politieacademie ook kennis- en onderzoeksinstituut van en voor de politiebranche. De Politieacademie werkt samen met andere kennisinstellingen, veiligheidspartners en hogescholen die onderzoek doen en kennis ontwikkelen die de politieprofessie versterkt.

### Kennis
Staat bij politieonderwijs het verwerven van competenties centraal, bij politiekennis gaat het om het met elkaar delen van verworven kennis en het samen ontwikkelen van nieuwe kennis. De kennisfunctie staat zowel ten dienste van de verbetering en vernieuwing van de dagelijkse beroepspraktijk als van de ontwikkeling van het 'vak' politiekunde.

### Onderzoek
De Politieacademie voert praktijkgericht onderzoek uit aan de hand van een strategische onderzoeksagenda. Het onderzoek levert nieuwe kennis en inzichten op voor politieonderwijs en -praktijk.

## Vervanging bestuur
In 2013 werd bekendgemaakt door een rapport van Peter Vogelzang dat er een vertrouwenscrisis was binnen het bestuur van de Politieacademie. Hierna heeft minister Ivo Opstelten bekendgemaakt op 8 april 2013 het gehele bestuur te vervangen. Dit werd besloten omdat de verbeterafspraken niet of in onvoldoende mate werden nageleefd.

## België
In België wordt de opleiding van mensen die bij de politie willen werken, verzorgd door negen provinciale politiescholen. Daarvan staan er vijf in het Vlaamse Gewest, één in het Brusselse Gewest en drie in Wallonië.